# Sven Väth
Sven Väth  (Obertshausen, 26. studenog 1964.)  njemački je DJ.

## Počeci
Svenovi počeci kao DJ-a sežu još u sredinu 80-ih, a u tih 15-ak godina svoje "aktivnosti" mnogo je pridonio cjelokupnom žanru techna. Sven Vath rođen je u Offenbachu, u Njemačkoj. Poslije škole i učenja za građevinskog tehničara Sven je dobio priliku 1982. godine svirati na deckovima u poznatom frankfurtskom klubu Dorian Gray. Tamo je održao svoj prvi set (s 18 godina) .Sven se sprijateljio s Michaelom Münzigom i Lucaom Anzilottijem te pritom izdao par singlova kao "Later Snap" i "Electrica salsa", te dva albuma. Svenova uloga je bila frontmen i pjevač. 1992. godine Sven osniva svoju vlastitu izdavačku kuću " EyeQ".   Sredinom 80-tih, zajedno s Michaelom Munzigom i Lucom Anzilotiem izdaje par singlova (Electrica Salsa) i dva albuma. Nakon toga, 1988, zajedno s Munzigom, Sven otvara klub u Frankfurtu, legendarni OMEN, koji je s velikim uspjehom radio 10 godina, sve dok nije 1998., bio prisilno zatvoren. Godine 1989. Sven napušta taj projekt i ulazi u novi - Mosaic Together, s Matthiasom Hoffmanom (AC Boutsen) te Steffenom Britzkeom (Stevie B-Zet), koji je trajao samo do kraja 1990., te proizveo par klupskih hitova i remixa. Svenova značajna karakteristika oduvijek je bila uspješno kombiniranje strasti prema glazbi sa smislom za posao, pa tako 1991/2. osniva svoju vlastitu diskografsku kuću pod imenom "EyeQ", pod čijim imenom izdaje sve svoje solo materijale, kao i brojne solo - "actove". Uskoro su nastale i dvije "pod-labele" te diskografske kuće, uže specijalizirane za pojedine podvrste elektroničke glazbe, Harthouse (techno i house) te Recycle-Or-Die (ambient i experimental). Najvažniji dio Svenove karijere svakako je bio susret s Ralfom Hildenbeutelom (glazbenikom i producentom koji je sudjelovao na projektima Earth Nation, Progressive Attack i drugima) u 1992., koji od tada sudjeluje u radu na Svenovim albumima.

## Daljnja karijera
Sven je 1992. izdao i svoj prvi album, "Accident in Paradise", za kojim je, samo godinu dana kasnije, izašao " The Harlequin, the Robot and the Ballet Dancer", na kojima eksperimentira sa zvukovima potpuno različitim od njegove uobičajene svirke. Godine 1995. Sven je producirao i svoj prvi soundtrack za njemački triler "Der kalte Finger". No daljnje projekte nije uspio ostvariti jer je 1997. EyeQ također morao biti zatvoren zbog financijskih poteškoća. Tu njegov rad nije prestao. Nedugo nakon toga osniva Cocoon Booking, dosada već jednu od najvažnijih njemačkih "booking" agencija. Godine 1998. izdaje svoj treći album - "Fusion", ovaj put za Virgin Records, koji je radi svoje više klupske orijentacije, vrlo brzo postao popularan. Uslijedila je turneja, gdje se Sven pojavljivao svaki puta s jednim od "remixera" s Fusiona, čiji su radovi kasnije bili objavljeni u "Six in the mix" kolekciji. Nakon svega toga, slobodno se može reći, da Svenove zanimacije daleko nadmašuju zanimanja "običnih" DJ-a. Uz sve to, još stigne i nastupati u raznim klubovima diljem svijeta, te sudjelovati u remixevima nekih "imena", kao što su Anne Clarke i Laurent Garnier. Svena Vatha, može se češće vidjeti i u poznatoj Ambasadi Gavioli, u Izoli, kraj slovenskog mora. Njegovi setovi u tom klubu imaju reputaciju kao "legendarni", te svaki put privlače sve više i više ljudi. U Hrvatskoj ga se dosad moglo vidjeti vise puta,1995. 1997 i 1999. u Aquariusu, gdje je isto tako održao fenomenalne setove, te 2000. u Tvornici, gdje je održao malo manje fenomenalan set po mišljenjima novinara i njega samoga.Poslije toga je gostovao na Valkana beach festivalu u Istri i u Bestu u Zagrebu,Boogalo Zagreb
Na prvom regionalnom "open air" superfestivalu Get EXITed koji će se održati u Novalji za 2. srpnja 2010. najavljen je Väthov nastup u klubu Papaya.

## Diskografija

### Albumi
- Accident in Paradise (Eye Q, 1992.) (also released by Warner Bros. Records)
- The Harlequin - The Robot and the Ballet-Dancer (Eye Q, 1994.) (also released on Warner Bros. Records)
- Der Kalte Finger (Eye Q, 1996.; collaboration with B-Zet)
- Six in the Mix (The Fusion Remix Collection '99) (Virgin Records, 1999.)
- Contact (Ultra Records, 2000.) (also released on Virgin Records)
- Retrospective 1990. – 1997. (single disc version) (WEA Records, 2000.)
- Retrospective 1990. – 1997. (two disc version) (Club Culture, 2000.) (also released on Warner Music in Japan)
- Fire (Virgin Records, 2002.)
- Fire Works (remixes of tracks from "Fire") (Virgin Records, 2003.)

### Singlovi
- Ritual of Life (Eye Q, 1993.)
- Ballet-Fusion (Eye Q, 1994.)
- Fusion - Scorpio's Movement (Virgin Records, 1997)Breakthrough (Virgin Records, 1998.)
- Face It (Virgin Records, 1998.)
- Omen A.M. (Virgin Records, 1998.)
- Schubdüse (Virgin Records, 1998.)
- Sounds Control Your Mind (Virgin Records, 1998.)
- Augenblick (Virgin Records, 1999.)
- Dein Schweiss (Virgin Records, 1999.)
- Discophon (Virgin Records, 1999.)
- Barbarella (Remix) (Club Culture, 2000.)
- L'Esperanza (Remix) (Club Culture, 2000.)
- My Name is Barbarella (Code Blue, 2000.)
- Je T'aime ... Moi Non Plus / Design Music (Virgin Records, 2001.)
- Strahlemann Und Söhne (Remix) (Virgin Records, 2001.)
- Mind Games (Virgin Records, 2002.)
- Set My Heart on Fire (Virgin Records, 2002.)
- Komm (Cocoon Recordings, 2005.)
- Spring Love (Datapunk, 2006.)

## Vanjske poveznice
- Brija.com[neaktivna poveznica]
- Klubska scena  Arhivirana inačica izvorne stranice od 8. kolovoza 2008. (Wayback Machine)
- DJ Guide profil